# Пълна готовност (2000)
Пълна готовност (на английски: Fully Loaded) е третото и последно pay-per-view събитие от поредицата Пълна готовност, продуцирано от Световната федерация по кеч (WWF). Събитието се провежда на 23 юли 2000 г. в Далас, Тексас.

## Обща информация
Основното събитие е стандартен мач за Титлата на WWF. Скалата защитава титлата срещу Крис Беноа. Мачът предвижда, че ако Скалата бъде дисквалифициран, той ще загуби титлата. Той е дисквалифициран и в резултат, Беноа печели титлата. Комисарят на WWF Мик Фоли обаче, рестартира мача. Скалата след това тушира Беноа, за да запази титлата.
В ъндъркарда Трите Хикса срещу Крис Джерико в мач Последният оцелял, Гробаря срещу Кърт Енгъл, Вал Винъс срещу Рикиши в мач в стоманена клетка за Интерконтиненталната титла на WWF, Острието и Крисчън срещу Дяконите (Брадшоу и Фарук) за Световните отборни титли на WWF, Еди Гереро срещу Пери Сатърн за Европейската титла на WWF, Таз срещу Ал Сноу и Харди бойз (Мат Харди и Джеф Харди) и Лита срещу T&A (Тест и Албърт) и Триш Стратъс.

## Резултати
| №                                         | Резултати                                                                                 | Правила                                                                               | Време |
| ----------------------------------------- | ----------------------------------------------------------------------------------------- | ------------------------------------------------------------------------------------- | ----- |
| 1                                         | Харди бойз (Мат Харди и Джеф Харди) и Лита побеждават T&A (Тест и Албърт) и Триш Стратъс. | Смесен отборен мач                                                                    | 13:12 |
| 2                                         | Таз поб. Ал Сноу (с Главата) чрез предаване                                               | Индивидуален мач                                                                      | 5:20  |
| 3                                         | Пери Сатърн (с Тери Рънълс) поб. Еди Гереро (ш) (с Чайна)                                 | Индивидуален мач за Европейската титла на WWF                                         | 8:10  |
| 4                                         | Дяконите (Брадшоу и Фарук) поб. Острието и Крисчън (ш) чрез дисквалификация               | Отборен мач за Световните отборни титли на WWF                                        | 5:29  |
| 5                                         | Вал Винъс (ш) (с Триш Стратъс) поб. Рикиши                                                | Мач в Стоманена клетка за Интерконтиненталната титла на WWF                           | 14:10 |
| 6                                         | Гробаря поб. Кърт Енгъл                                                                   | Индивидуален мач                                                                      | 7:34  |
| 7                                         | Трите Хикса (със Стефани Макмеън–Хелмсли) поб. Крис Джерико                               | Мач Последният оцелял                                                                 | 23:11 |
| 8                                         | Скалата (ш) поб. Крис Беноа (с Шейн Макмеън)                                              | Индивидуален мач за Титлата на WWF Ако Скалата бъде дисквалифициран ще загуби титлата | 22:09 |
| - (ш) – указва шампиона/шампионите в мача |                                                                                           |                                                                                       |       |